# Vizjak
Vizjak je priimek več znanih Slovencev:
- Alenka Vizjak (*1947), biologinja, medicinska imunopatologinja
- Andrej Vizjak (*1964), elektrotehnik/računalničar in politik
- Andrej Vizjak (*1965), ekonomist in poslovnež
- Drago Vizjak, filantrop (humanitarec)
- Franjo Vizjak (1896—1967), zdravnik
- Jana Vizjak (*1956), slikarka, grafičarka, ilustratorka
- Janko Vizjak (1890—?), živinozdravnik in narodnokulturni delavec v Brežicah
- Marko Vizjak (*1956), veterinar (Kočevje), dr.
- Matjaž Vizjak (1946—2020), novinar
- Miha Vizjak (1814—1892), sadjar, drevesničar, sviloprejec
- Milko Vizjak (1894—1957), starojugoslovanski in domobranski častnik
- Mojca Vizjak Pavšič (*1953), psihologinja, statističarka, publicistka
- Srečko Vizjak, planinec ("Drenovec")
- Uroš Vizjak (1929—2008), zdravnik radiolog